# Mireille Loup
Pour les articles homonymes, voir Loup (homonymie).
Mireille Loup, née le 5 décembre 1969, est photographe, réalisatrice audiovisuelle, dessinatrice et écrivain suisse. Elle vit et travaille à Arles, en France. Ses œuvres font partie de collections publiques autant que privées. Elle expose en France et à l'étranger et collabore régulièrement avec des institutions muséales. Elle dispense des cours de photographie, audiovisuel, histoire de la photographie et culture visuelle, dans l'enseignement supérieur, tels que BTS Photo à Istres, IUT d'Arles, université Paul Valéry à Montpellier, département Art et Design à Nîmes. Elle interviendra régulièrement dans des Écoles Supérieures d'Art, telles que l'École nationale supérieure de la photographie, l'ENSI, Bloo, l'ESBAN.

## Biographie
Elle vient d'un milieu aisé et d'une famille d'artistes depuis plusieurs générations. Son père était chanteur d'opéra et sa mère, chanteuse et écrivain. Elle quitte la Suisse enfant pour s'établir d'abord à Tours, en France, puis à Caen. Bachelière en Philosophie et Mathématiques à 17 ans, elle entre aux Beaux-Arts de Caen un an plus tard, en 1988 et y confirme sa passion pour la photographie. Elle quitte la France pour la Belgique, où elle entre en troisième année à l'École de recherche graphique de l'Institut Saint-Luc de Bruxelles. Elle poursuit ses études à l'École nationale supérieure de la photographie à Arles dont elle sera diplômée trois ans plus tard. Déjà représentée en galerie d'art à Bruxelles à partir de 1991, elle quitte Arles pour Paris et poursuit ses études à l'Université Paris-VIII, en Histoire de la Photographie avec André Rouillé comme directeur de maîtrise. Elle entre en galerie d'art à Paris la même année, en 1994.

## Son parcours artistique
Mireille Loup est représentée en galerie d'art dès l'âge de 21 ans. D'abord à la galerie Run Art à Bruxelles, puis à la galerie Chez Valentin à Paris. Elle sera représentée pendant onze ans par la galerie Les Filles du calvaire jusqu'en 2007, date où elle rejoint la galerie Magda Danysz, Paris et Shanghai, la galerie Brandt à Amsterdam en 2009, et la Pobeda Galery à Moscou en 2013.
Dès les années 1990, Mireille Loup commence des photographies de mises en scène qu’elle allie peu à peu au texte, à la vidéo et aux nouvelles technologies, se servant ainsi d’une communication transversale. Elle fait partie de la veine de l’Art narratif. Son œuvre a souvent une part autobiographique qu’elle sublime et met en fiction. Au fil des décennies, elle développe un univers photographique poétique composé de paysages et de photomontages de grands formats. Son univers audiovisuel, quant à lui, propose un langage humoristique et propose une esthétique brute, catharcistique. 
Durant ses études à Arles, Mireille Loup commence à se mettre en scène dans des auto-filmages qui seront salués par la critique internationale pour leur caractère d'auto-dérision relevant d’un questionnement sur les stéréotypes féminins. Ses créations audiovisuelles seront largement diffusées en Europe, au Canada et aux États-Unis. En parallèle, elle réalise des courts-métrages humoristiques du genre du film muet avec des enfants en situation de handicap et des adolescents.
Dans les années 90, elle ajoute des légendes à ses photographies qui prennent peu à peu la forme de textes qu’elle présente en création de livres d’artiste. Elle fait la rencontre de Patrick Le Bescont, fondateur des Éditions Filigranes, qui lui propose de publier ses textes et ses photographies pendant plusieurs années. Mireille Loup écrit des nouvelles, romans, récits. Elle publiera également un conte pour enfants aux Éditions Où sont les Enfants ? Depuis quelques années, elle travaille avec les éditions Images Plurielles.  
Très tôt dans sa carrière, elle s’intéresse aux "nouvelles technologies". Photographe au Centre National de la Recherche Scientifique (CNRS) pendant cinq ans en sortant de ses études, elle a accès à des technologies de pointe qui stimulent chez elle un angle de création. Elle se spécialise dans les logiciels de retouche photographique dès les années 90 et opère le genre du photomontage pour créer ses univers poétiques, maintenant totalement dépassée, la qualité de ses créations s'en fait ressentir. En 2000, elle crée un moyen métrage sous forme de site Internet, Une femme de trente ans, qui recevra le prix de l’Écriture Interactive du Festival International du Film sur Internet à Lille. En 2011, elle crée des œuvres interactives sur iPad. En 2012, elle crée la série photographique anaglyph 3D, 53.77 exposée au Festival Les Rencontres d'Arles, série qui sera suivie des séries Là et les Fous du Rhône en 2015 exposées à Moscou et Saint-Petersbourg. 
Son travail est exposé dans l’Europe entière, ainsi qu’au Canada, aux États-Unis, en Chine et en Russie. Son œuvre fait partie de plusieurs collections publiques et privées.

## Œuvres
- Une femme de trente ans, 1999-2003. Dispositif multimédia.
- Esquives, 2004. Série photographique et roman.
- Nocturnes ou les garçons perdus, 2006-2011. Série photographique, livre jeunesse, application interactive sur iPad.
- Mem, 2009-2012. Dispositif photographique et vidéo. Application interactive sur iPad
- Les Autres, 2011. Série photographique.
- 53.77, 2012. Série photographique 3D anaglyphe.
- Là, 2013. Série photographique 3D anaglyphe.
- Prophecies, 2014.
- Les Fous du Rhône, 2015.
- Beneath / Beyond, 2017.
- Versus Dystopia, 2019.
- Versus Dystopia part II, 2020.

## Filmographie
- 1999 : Henri 3
- 1999 : Mettons-nous à table
- 2000 : Une femme de trente ans
- 2006 : Grosse
- 2008 : Banane et Petit Suisse
- 2009 : Epoch 2009
- 2013 : Divorced
- 2015 : Syndrome

## Collections publiques
- Fonds national d’Art contemporain, FNAC, France
- Metropolitan Museum of Art Library, New York
- Fonds régional d'art contemporain, FRAC Île-de-France
- Musée de Camargue, France
- Artothèque de Limoges, France
- Artothèque de Vitré, France
- Musée de la Photographie, Braga, Portugal
- Bibliothèque nationale de France, Paris

## Expositions personnelles (extrait)
- 2017 : Anaglyph Mireille Loup, Galerie Voies Off, Arles, France
- 2013 : 53.77, Pobeda Gallery, Moscou, Russie
- 2013 : 53.77, New Holland Festival, Saint-Pétersbourg, Russie
- 2013 : Mem, Marseille Provence 2013, Espace Fontaine Obscure, Aix-en-Provence, France
- 2012 : 53.77, Photographies, Rencontres d'Arles, Festival In, France
- 2011 : Mem, Photographies et Vidéos, Museu da Imagem, Braga, Portugal
- 2010 : Esquives et Nocturnes, La Passerelle, Gap, France
- 2008 : Nocturnes ou les garçons perdus, Galerie Magda Danysz, Paris, France
- 2008 : Territoire Mental, Nocturnes, Musée d’art moderne et d’art contemporain de Liège (MAMAC), Liège, Belgique

- 2007 : Nocturnes, Cheminements, Centre de la photographie de Lectoure, France
- 2005 : Esquives, galerie Les Filles du calvaire, Bruxelles, Belgique